# マジで!!まじめくん!
『マジで!!まじめくん!』とは、土田しんのすけによる日本の漫画作品。『別冊コロコロコミック』（小学館）2013年6月号に読み切りで掲載され、同年10月号には正式に連載決定。『月刊コロコロコミック』（同）でも何度か読み切りで掲載されたのち、2016年3月号より2021年2月号まで連載された。

## 概要
その名の通りひたすらまじめな男子小学生、まじめくんが引き起こす騒動を描く。初めはまじめくんが変身したり手足が伸びたりとシュールであり、下ネタも多かったが、2巻でまじめくんが引っ越した後は、日常的な話が多くなる。回ごとにサブタイトルは「〇〇でまじめ」。2016年4月18日におはスタであばれる君主演で実写化。さらに2017年8月15日と11月15日に公開されたコロコロコミック40周年記念アニメで初のアニメ登場した。

## 主要な登場人物
まじめくん
本作の主人公。その名の通り真面目だが、真面目と言っても、勉強する場面は少なく、遊び含めて触れる物事全てに本気で取り組むという意味（身長や体重などをミリ単位どころか小数まで測るなど細かい所まで測るなど）。基本的に敬語で喋る。丸坊主で脳天に豚の尻尾のように巻いているあほげが特徴。主に緑のジャージ姿。つぶらな瞳で、丸い眼鏡をかけている。眼鏡をはずすと目が悪いため、顔が睨むように怖くなる。口については場面によってあったりなかったりする。たまに渋い顔「マジ顔」になる。嫌いなものはピーマン（のちに克服した）。

### まじめくんの友人
ケイゴ
まじめくんが引っ越す前の主なツッコミ担当。冷静な性格だがふまじめな方である。また、まじめくんが引っ越した後、3巻の裏表紙ではまじめくんが彼への手紙を書いていた。
撃戸先生
一度だけ登場。生徒には体罰も辞さないほどの厳しい先生だが、まじめくんを叱るため廊下を走ったところ、同じような勢いでまじめくんにお説教された。
熊野
クラスのみんなから様々なものを奪うガキ大将だが、まじめくんに付き纏われて改心した。
せいじ
まじめくんの引っ越した後の主なツッコミ役。まじめくんの友達。
ただし
最初はまじめくんをからかっていたが、ヤンキーから助けてもらったことを機に友達になる。
かい
帽子をかぶった少年。ただしと同じく最初はまじめくんをからかっていた。
しょうた
ダジャレ好き。
りきや
力持ち。
あつお
巨漢。
かねこ
お金持ち。
みずはし
一度だけ登場し、まじめくんに傘を借りて一緒に登校する。
ぶちころすけ
外見は怖いが、本当は優しい。
波野
転校生。まじめくんの手助けでみんなと仲良くなる。
倉杉
ネガティブな思考で、まじめくんにもマイナスなことばかり言う。
まじめくんのせんせい
優しい先生。出る度に髪型が変わっている。

### まじめくんの家族・親族
お母さん
スポーツジャージを着ている。リアクションが大げさ。
お父さん
少し適当がち。職業は会社員。
おばあちゃん
太極拳が好き。
ノリオ
荒々しい飼い犬。周りに迷惑をかけてしまうこともある。
たっくん
まじめくんの年上のいとこ。
おじさん

## 書誌情報
- 土田しんのすけ『マジで!!まじめくん!』、小学館〈コロコロコミックス〉、全11巻
  1. 2014年12月26日発売[2]、ISBN 978-4-09-141857-9
  2. 2016年5月27日発売[3]、ISBN 978-4-09-142165-4
  3. 2016年11月28日発売[4]、ISBN 978-4-09-142228-6
  4. 2017年6月23日発売[5]、ISBN 978-4-09-142415-0
  5. 2017年11月28日発売[6]、ISBN 978-4-09-142527-0
  6. 2018年6月22日発売[7]、ISBN 978-4-09-142725-0
  7. 2018年12月28日発売[8]、ISBN 978-4-09-142839-4
  8. 2019年7月26日発売[9]、ISBN 978-4-09-143045-8
  9. 2019年12月27日発売[10]、ISBN 978-4-09-143135-6
  10. 2020年7月28日発売[11]、ISBN 978-4-09-143208-7
  11. 2020年7月28日発売[12]、ISBN 978-4-09-143262-9

- 佐々木まさたか（著）土田しんのすけ（漫画）『マジで！！まじめにアレ何？じてん　マジで！！まじめくん！のモノの名前がわかる本』、小学館
  1. 2019年7月10日発売[13]、ISBN 978-4-09-227208-8